# チャールズ・ジナー
チャールズ・ジナー（Charles Isaac Ginner CBE ARA、1878年3月3日 - 1952年1月6日）は、フランス生まれのイギリスの画家である。フランスで学んだ後、ロンドンに移り、「カムデン・タウン・グループ」の重要なメンバーになった。

## 略歴
南フランスのカンヌにイギリス人両親のもとに生まれた。父親は医師で、妹のルビー・ジナー（Ruby Ginner: 1886-1978）はイギリスでダンサー、ダンス教師として活躍した。
チャールズ・ジナーはカンヌの学校で学んだ後、エンジニアの事務所で働き1899年にパリにでて建築を学んだ。画家になるのを反対していた両親が1904年に絵を学ぶのを許したので、パリの私立の美術学校、アカデミー・ヴィッティ(Académie Vitti）に入学し、アンリ・マルタンやポール・ジェルベーに学んだ。1905年にパリ国立高等美術学校に入学するが1906年には退学し、アカデミー・ヴィッティに戻り1908年まで学んだ。
1909年にロンドンのモダニズムの画家のグループのアライド・アーティスト・アソシエーション (Allied Artists Association) の展覧会の展示委員としてロンドンに渡り、ハロルド・ギルマン（1876-1919）やスペンサー・フレデリック・ゴア(1878-1914）と友人になり、彼らに勧められてロンドンで活動するようになった。ギルマンやゴアが住んでいたロンドンのカムデン・タウンに住み、週末はロバート・ベヴァンやジョン・ナッシュ、アルバート・ローゼンスタイン、C.R.W. ネヴィンソン、ジェーコブ・エプスタイン、ウォルター・ベイズ、ウォルター・シッカート、リュシアン・ピサロといった画家たちと. 集まって過ごした。
1911年に「カムデン・タウン・グループ」のメンバーになり、1913年に「ロンドン・グループ,」 、1914年に「カンバーランド・マーケット・グループ」（Cumberland Market Group）の展覧会に参加した。1914年に雑誌「The New Age」に寄稿し、「New Realism」という言葉で芸術的信条を表明した。
第一次世界大戦中は軍務につきイギリス陸軍の補給部隊（Royal Army Ordnance Corps）や情報部門、次に諜報部隊で働き、カナダの戦争記録部門で働き、軍需工場の絵を描いた。
1920年にニュー・イングリッシュ・アート・クラブの会員になった。第二次世界大戦中は、公式の戦争画家となり、ロンドンの港湾の風景や爆撃された建物の絵を描いた。1942年にロイヤル・アカデミー・オブ・アーツの準会員に選ばれ、1950年に大英帝国勲章（CBE）を受勲した。

## 作品

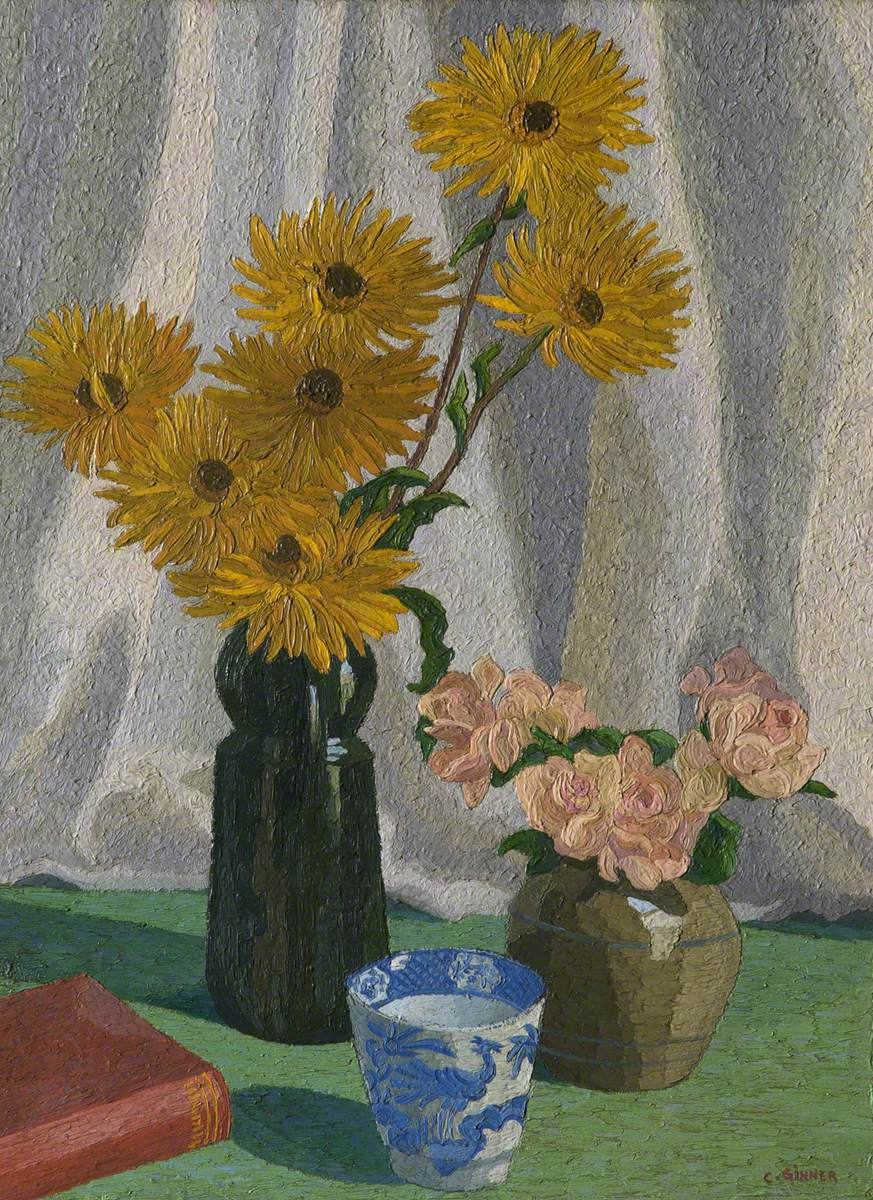
小さなひまわり (1829) Salford Museum and Art Gallery
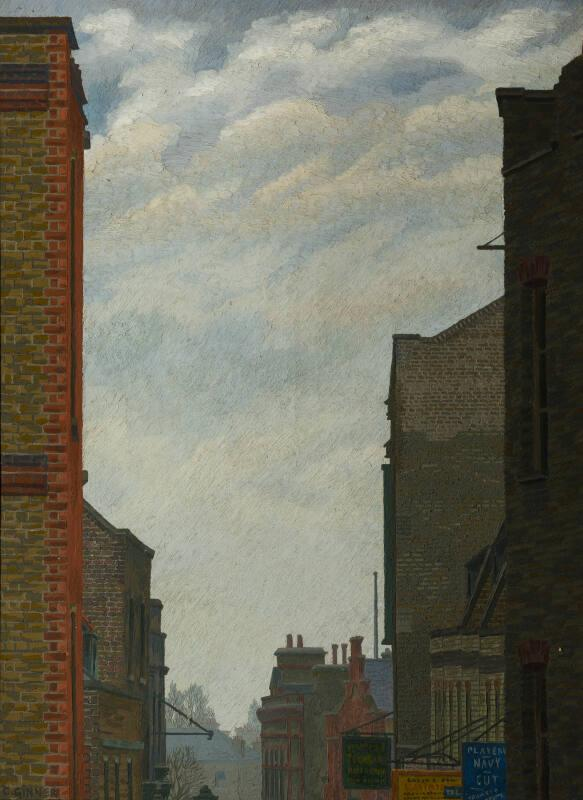
「Flask Walk, Skyline」(1934) アバディーン美術館
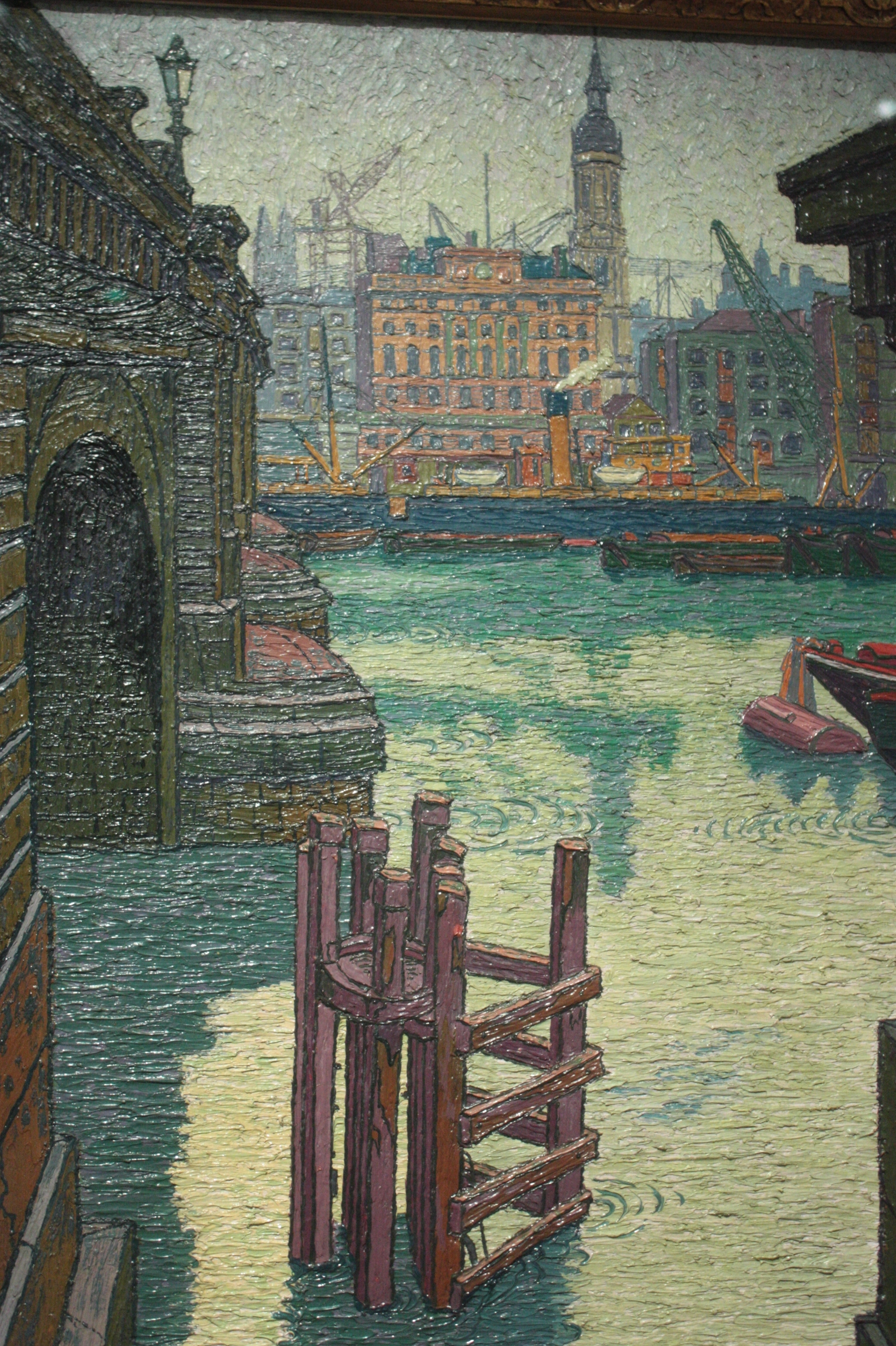
ロンドン橋 (1913)
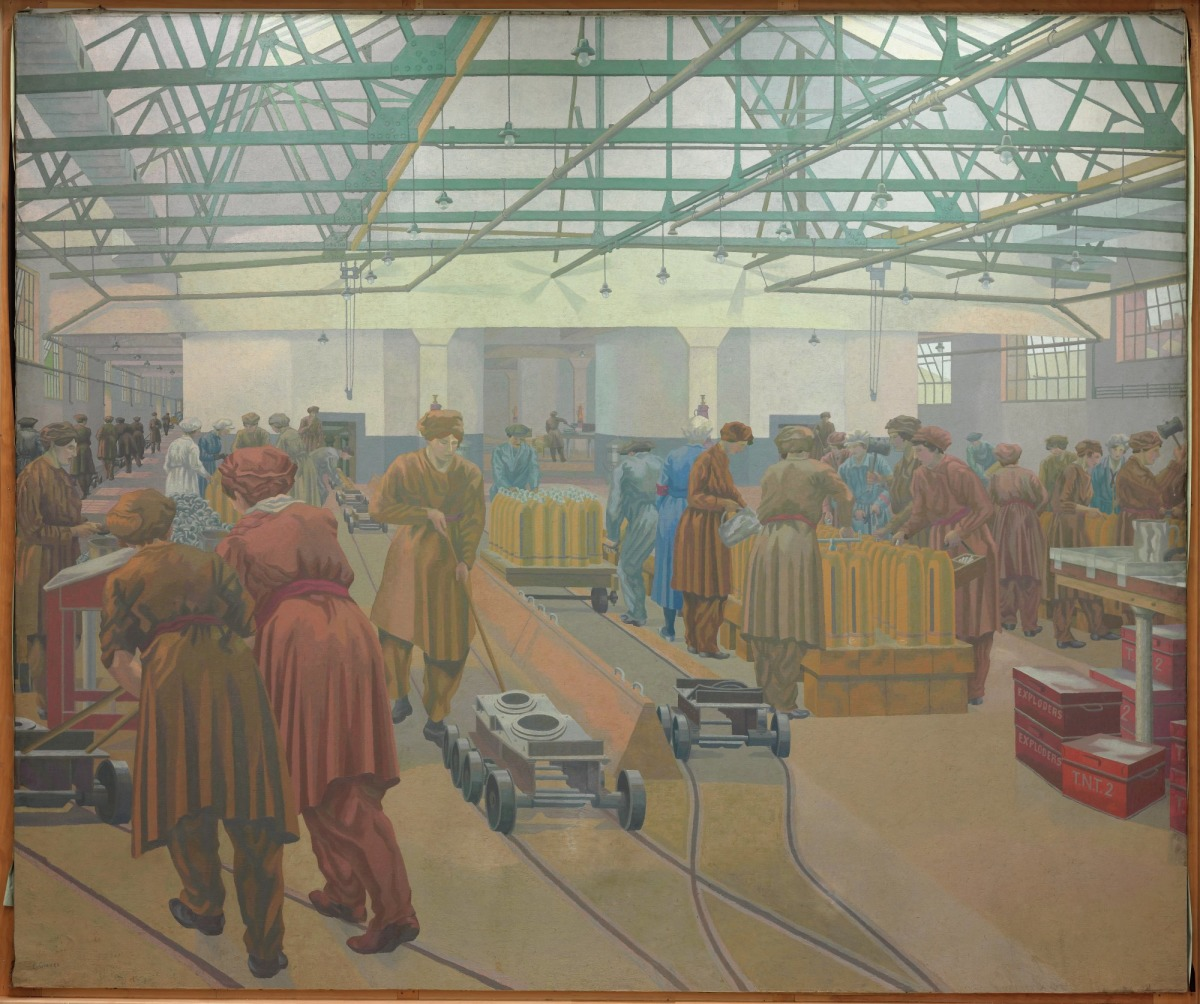
第一次世界大戦中の工場 (1916)